# Gofre relleno lilés
El gofre lilés, también llamado gofre relleno lilés o gofre de Lila, es una especialidad de gofre de la metrópoli de Lila y, en general, del Flandes francés. Es un gofre de forma ovalada, que se abre en dos para insertar un sabor, tradicionalmente azúcar moreno de remolacha (llamado cassonade en el Flandes francés) pero también vainilla. Charles de Gaulle, un nativo de Lila, era particularmente aficionado a este tipo de gofre y solía tenerlo entregado al Palacio del Elíseo.

## Historia
El gofre lilés, tradicionalmente relleno de vainilla, fue creado en 1849 por el mesón Méert, un negocio de pastelería fundado en Lila en 1761. En 1864, el mesón lilés Méert se convierte en el "proveedor oficial de Su Majestad el Rey Leopoldo I" de Bélgica. El gofre lilés es en el origen de los lacquemants belgas.

## Variedades
El gofre lilés es un gofre de forma ovalada, que se abre en dos para insertar un sabor, tradicionalmente azúcar moreno de remolacha (llamado cassonade en Flandes francés) pero también vainilla. Se basa en harina, azúcar, sal, levadura, mantequilla y huevos.